# IC 2122
IC 2122 — галактика типу E-S0 (еліптична спіральна галактика) у сузір'ї Голуб.
Цей об'єкт міститься в оригінальній редакції індексного каталогу.